# Rhizoblepharia jugispora
Rhizoblepharia jugispora är en svampart som beskrevs av Rifai 1968. Rhizoblepharia jugispora ingår i släktet Rhizoblepharia och familjen Pyronemataceae.   Inga underarter finns listade i Catalogue of Life.